# 피터 히친스
피터 조너선 히친스(Peter Jonathan Hitchens, 1951년 10월 28일 ~ )는 잉글랜드의 저널리스트, 작가이다. 크리스토퍼 히친스의 동생이다.

## 같이 보기
- 기독교 우파
- 전통주의 (정치)